# 尚懿
尚 懿（しょう い、生年不詳 - 万暦12年3月23日（1584年5月3日））は、琉球王国第二尚氏王統の人。童名を思太郎金。祖父の尚維衡・浦添王子朝満を元祖とする向氏小禄御殿の三世。尚弘業・浦添王子朝喬の長男。王子位であり与那城王子朝賢を称するが、長男の尚寧が琉球王国第二尚氏王統の第7代国王となったため、王の父たるをもって康熙38年2月7日（1699年3月8日）に王号を追贈された。
生年不詳であるが、弟の向秉義・豊見城按司朝重の生年が嘉靖25年（1546年）であるため、それ以前の誕生であることはわかる。
祖父の尚維衡は第3代国王尚真王の世子であったが、廃嫡され浦添の地に隠遁していた。その子（つまり尚懿の父）も同じように隠遁生活を送ったのか、史書にはなんらその足跡を残していない。尚懿自身も祖父や父と同じだったのか、史書に登場することは皆無である。
墓所は浦添市仲間の浦添ようどれ。

## 系譜
父の尚弘業・浦添王子朝喬の長男として生まれる（母は慈光）。母は第3代国王尚真王の七男の尚源道・豊見城王子の娘。父と母はいとこ同士の婚姻であった。
室に第5代国王尚元王の長女をむかえ、二男一女をもうけた。長男の尚寧は王位につき、次男の尚宏・具志頭王子朝盛は、第二尚氏王統における最初の摂政となり、兄王を補佐した。
- 父：尚弘業・浦添王子朝喬　（向氏小禄御殿二世）
- 母：思乙金　（号は慈光。父は尚源道・豊見城王子）
  - 弟（次男）：向秉義・豊見城按司朝重
  - 弟（三男）：尚弘徳・羽地王子朝元　（羽地御殿元祖）
  - 弟（四男）：向秉禮・勝連按司朝久
  - 弟（五男）：向秉知・勝連按司朝綱
  - 弟（六男）：向里瑞・浦添親方朝師
  - 妹（長女）：童名不詳・世治新君按司　（呉啓元・国頭親方先元に嫁ぐ）
  - 妹（次女）：童名不詳・君清良按司　（馬順徳・国頭按司正格に嫁ぐ）
  - 妹（三女）：童名不詳・君加那志按司　（安波根親方に嫁ぐ）

- 室：童名不詳・首里大君加那志　（号は一枝。父は尚元王）
  - 長男：尚寧　（第二尚氏王統の第7代国王）
  - 次男：尚宏・具志頭王子朝盛
  - 長女：真加戸樽金按司　（英氏渡慶次里之子重張に嫁ぐ）

## 経歴（月日は旧暦）
- 1546年（嘉靖25年）以前　生まれる。
- 1564年（嘉靖43年）　長男の尚寧が生まれる。
- 1578年（万暦6年）5月20日　次男の尚宏・具志頭王子朝盛が生まれる。
- 1584年（万暦12年）3月23日　亡くなる。
- 1699年（康熙38年）2月7日　王の父たるをもって王号を追贈される。